# Lobelia sartorii
Lobelia sartorii är en klockväxtart som beskrevs av Wilhelm Vatke. Lobelia sartorii ingår i släktet lobelior, och familjen klockväxter. Inga underarter finns listade i Catalogue of Life.